# Фер Ніньйо
Фернандо Ніньйо (ісп. Fernando Niño, нар. 24 жовтня 2000, Рота) — іспанський футболіст, нападник клубу «Вільярреал».  На умовах оренди виступає за «Мальорку»

## Ігрова кар'єра
Народився 24 жовтня 2000 року в місті Рота. Вихованець юнацьких команд футбольних клубів «Рота», «Кадіс», «Балон де Кадіс» та «Вільярреал».
У дорослому футболі дебютував 2019 року виступами за команду «Вільярреал С», в якій провів один сезон, взявши участь у 13 матчах чемпіонату. 
З 2020 року виступав за «Вільярреал Б».
До складу головної команди клубу «Вільярреал» приєднався також у 2020 році. Станом на 25 лютого 2021 року відіграв за вільярреальський клуб 18 матчів у національному чемпіонаті.

## Особисте життя
Його молодший брат Адріан також професіональний футболіст і виступає за «Малагу».

## Досягнення
«Вільярреал»
- Володар Ліги Європи УЄФА: 2020-21